# Celeste Coltellini

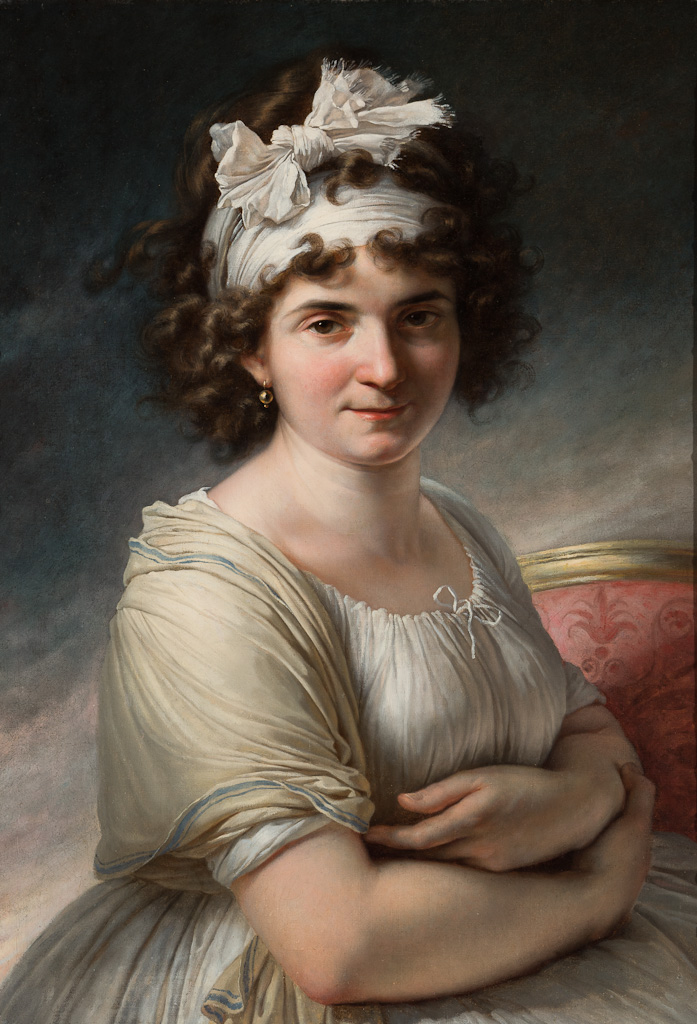
Antoine-Jean Gros: Celeste Coltellini

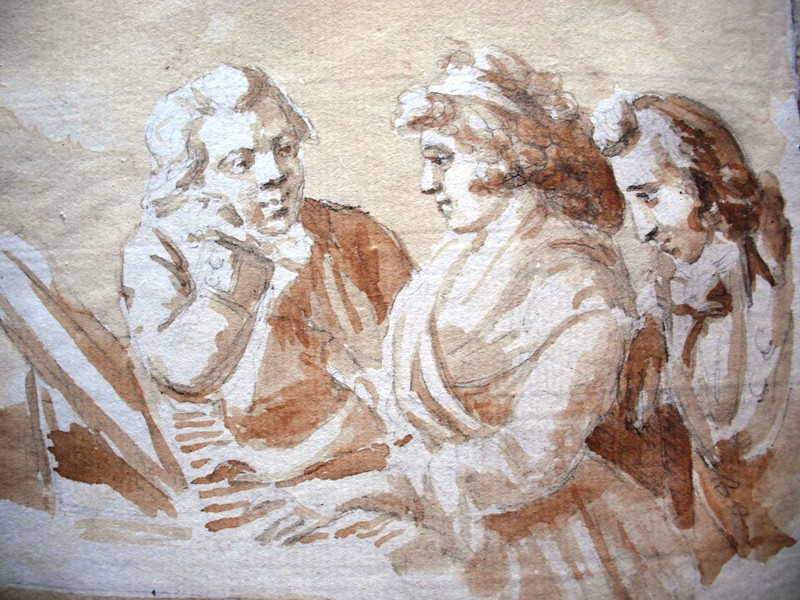
Selbstporträt mit Paisiello und einer dritten Person (1780er Jahre)

Celeste Coltellini (geboren 26. November 1760 in Livorno; gestorben 28. Juli 1828 in Capodimonte, Königreich Neapel) war eine italienische Opernsängerin (Mezzosopran).

## Leben
Celeste Coltellini war eine von mehreren musisch begabten Töchtern des Dichters und Librettisten Marco Coltellini (1719–77), ihre Schwester Anna Coltellini machte in den Jahren 1782–94 in Neapel ebenfalls eine Bühnenkarriere.
Sie erhielt ihre musikalische Ausbildung bei Giovanni Battista Mancini und durch den Kastraten und Pädagogen Giovanni Manzuoli.
Im Jahr 1780 hatte sie ihre ersten Erfolge an der Mailänder Scala, unter anderem als Violanta in La Frascatana von Paisiello.
Ab 1781 wirkte sie am Teatro dei Fiorentini in Neapel.
1783 wurde sie durch Kaiser Joseph II. von Österreich mit einem Gehalt von tausend Dukaten an die Wiener Oper engagiert, an der sie bis 1788 blieb. In ihrer Wiener Zeit sang sie in Francesco Bianchis Oper La Villanella rapita am Burgtheater, für die Mozart 1785 ein Quartett und ein Terzett (KV 479 und 480) komponierte, in dem neben ihr auch Vincenzo Calvesi, Stefano Mandini und Francesco Bussani auftraten. Am 7. Februar 1786 sang sie an der Seite von Nancy Storace in Antonio Salieris Prima la musica e poi le parole die Tonina. In Martín y Solers Il burbero di buon cuore sang sie die Lucilla.
Nach Neapel zurückgekehrt, kreierte sie 1790 dort die Titelpartie in Paisiellos Oper Nina. Sie heiratete 1792 den schweizerisch-neapolitanischen Bankier Jean-Georges Meuricoffre  (1750–1806), zog sich von der Bühne zurück und hielt in ihrem Haus einen künstlerischen Salon.
Zwischen 1791 und 1805 wurde sie durch die Auswirkungen der Französischen Revolution und der Napoleonischen Eroberungskriege mit der französischen Familie ihres Ehemanns wiederholt aus Neapel vertrieben, sie hielten sich in Genua und ab 1800 in Marseille auf.
Coltellini zeichnete auch, von ihr sind zehn Skizzenbücher erhalten, die sich im Familienbesitz befinden und erst im 21. Jahrhundert für die Musikforschung freigegeben wurden.